# Gepiden

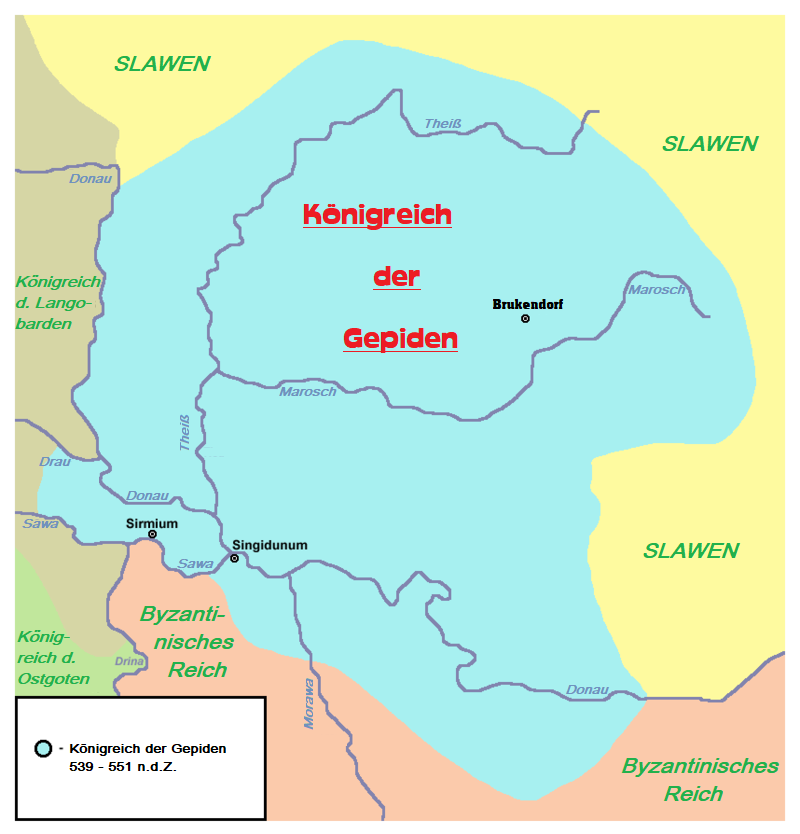
Königreich der Gepiden im 6. Jahrhundert

Die Gepiden (auch Gepidi, Gebidi; lateinisch Gipedae, Gepidae) waren ein ostgermanischer Stamm im Gebiet der heutigen Staaten Ungarn, Serbien und Rumänien, der möglicherweise mit den Goten verwandt war. Sie wurden bekannt, als sie unter Ardarich in der Schlacht am Nedao (454 oder 455) die Söhne Attilas aus dem heutigen Ungarn vertrieben. Das danach errichtete Gepidenreich an der mittleren Donau bestand noch bis ins 6. Jahrhundert.

## Geschichte
Die Gepiden werden in spätantiken Quellen oft als Verwandte der Goten bezeichnet, doch ist ihre genaue Herkunft unbekannt. Annahmen in der älteren Forschung, sie könnten aus Skandinavien stammen, haben sich als nicht fundiert erwiesen, zumal diesbezügliche Aussagen in manchen Quellen als Topos zu werten sind. Im Rahmen solcher gentiler Erzählungen (siehe Origo gentis) wurden oft derartige Abstammungen konstruiert. Es ist aufgrund der archäologischen Befunde nicht möglich, eindeutig gepidische Funde aus der frühen römischen Kaiserzeit zu erfassen. Es ist daher gut möglich, dass sich die Gepiden erst im 3. Jahrhundert als eigenständige Gruppe herausbildeten.

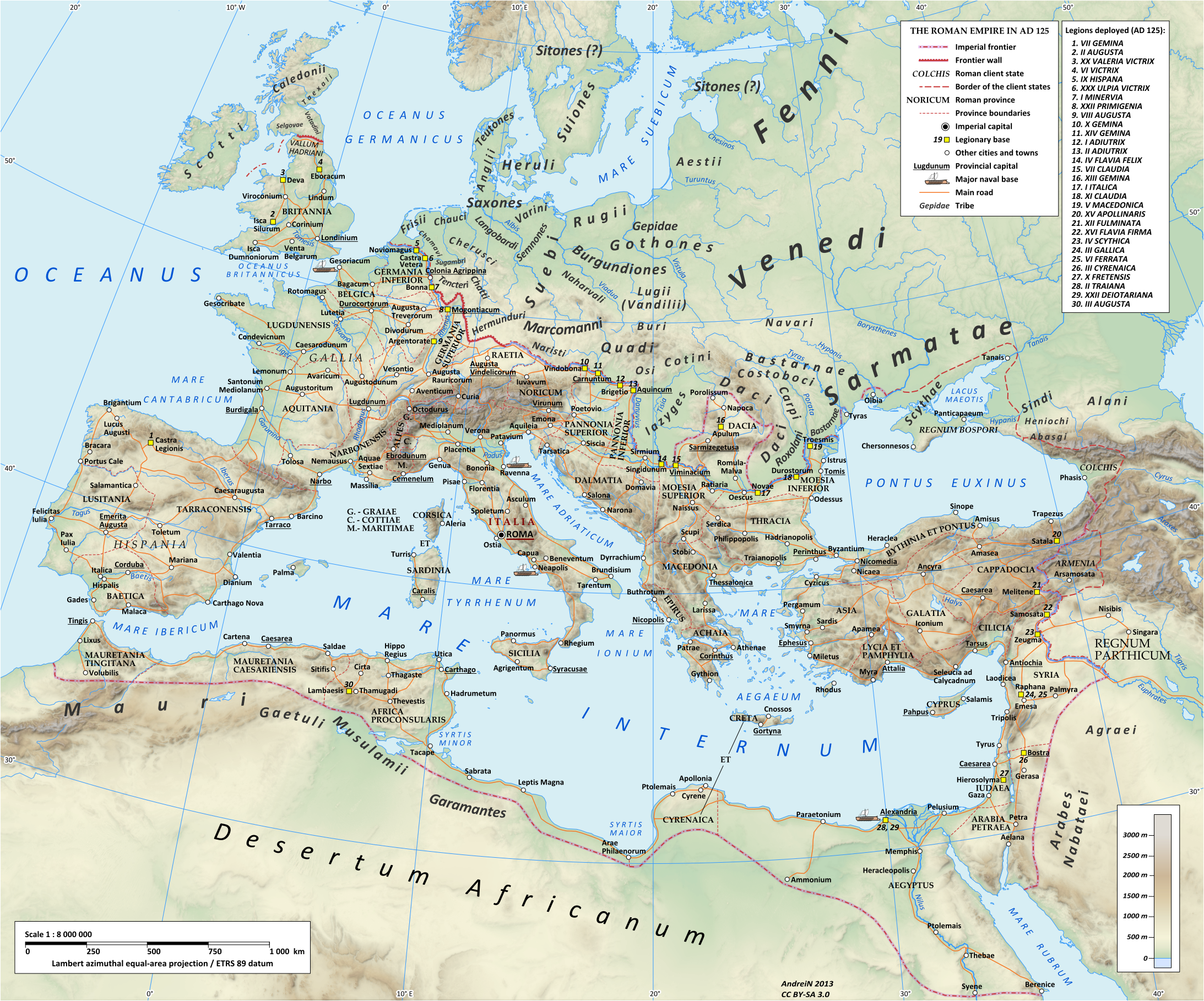
Das Römische Reich unter Kaiser Hadrian, die Gepiden leben damals im Weichselgebiet

Mitte des 3. Jahrhunderts, zur Zeit der Reichskrise des 3. Jahrhunderts und der damit einhergehenden Schwächephase des Imperiums, stießen die Gepiden unter ihrem König Fastida über die Weichsel nach Süden vor. Sie sollen in diesem Zusammenhang die Burgunden vernichtend geschlagen haben und erreichten schließlich das nördliche Siebenbürgen. Ein Teil zog dann mit den Goten ans Schwarze Meer. Es ist aber unwahrscheinlich, dass sich die Gepiden an den damit zusammenhängenden Einfällen ins Imperium beteiligten. Nur in der sehr umstrittenen Historia Augusta werden sie diesbezüglich zweimal erwähnt. In den Quellen wird aber berichtet, dass die Gepiden Ende des 3. Jahrhunderts in Kämpfe mit den Goten verwickelt waren.
Über Auseinandersetzungen mit den Römern im 4. Jahrhundert liegen keine Berichte vor. Anscheinend waren die Gepiden damit beschäftigt, sich im Konflikt mit ihren Nachbarn zu behaupten. In der Zeit der Völkerwanderung zog im frühen 5. Jahrhundert vielleicht ein Teil der Gepiden mit den Vandalen nach Gallien (siehe Rheinübergang von 406). Der Großteil der inzwischen unter die Herrschaft der Hunnen geratenen Gepiden blieb aber im Theißraum zurück. In der Schlacht auf den Katalaunischen Feldern wurden die auf hunnischer Seite kämpfenden Gepiden von den auf römischer Seite stehenden Franken vernichtend geschlagen.
Ardarich und sein ostgotischer Gegenpart Valamir waren enge Anhänger Attilas gewesen. Als Attila 453 starb, hinterließ er eine Anzahl jugendlicher Söhne, deren ältester Ellac war. Die neuen, untereinander uneinigen Hunnenführer verteilten dabei kriegserfahrene Könige wie die Dienerschaft eines Hauses und provozierten so einen Aufstand der Skiren, Rugier, Heruler, Goten, Gepiden und anderer Gruppen, an dessen Spitze sich der Gepide Ardarich setzte. Ardarich erlangte die wohlwollende Neutralität Valamirs und siegte am Nedao (454 oder 455). Ellac fiel mit mehreren seiner Krieger. Damit war die hunnische Vorherrschaft in diesem Raum gebrochen und das ohnehin nur locker aufgebaute Hunnenreich zerfiel rasch. Die Gepiden übernahmen das heutige Siebenbürgen. Das so entstandene Gepidenreich unter Ardarichs Führung etablierte sich rasch als wichtiger Machtfaktor in diesem Raum. Doch schon bald begann auch der Verfall ihrer gerade errungenen Machtstellung. Die Ostgoten ließen sich in Pannonien nieder und übten einigen Druck auf ihre Nachbarn aus. Im Jahr 469 unterlag eine Koalitionsstreitmacht, zu der auch die Gepiden gehört hatten, in der Schlacht an der Bolia den Ostgoten. Dennoch gaben diese um 473 ihren pannonischen Herrschaftssitz auf. Einige Teile traten in römische Dienste über, andere bildeten ein römisches Foederatenreich auf dem Balkan. Nach dem Abzug der Ostgoten konnten die Gepiden wieder einigen Einfluss in diesem Raum gewinnen. Sie besetzten auch Sirmium, wo die gepidischen Könige in der Folgezeit residierten.
Im Jahr 488 stellten sich die Gepiden erfolglos dem Zug des Ostgoten Theoderich entgegen, der mit oströmischer Billigung in Italien einfallen wollte, um dort Odoaker zu stürzen. Der Gepidenkönig Thraustila fiel in diesen Kämpfen. Nach dessen Tod scheint das Gepidenreich geteilt gewesen zu sein: Während Thraustilas Sohn Thrasarich weiter in Sirmium residierte, herrschte ein gewisser Gunderith über die Theißgepiden. Im Jahr 504 wurde Thrasarich von Theoderich, der sich inzwischen in Italien durchgesetzt hatte, aus Sirmium verjagt. Nach dem Tod Theoderichs versuchten die Gepiden, Sirmium zurückzuerobern. Nachdem dies 530 zunächst gescheitert war, gelang die Einnahme schließlich doch noch, nachdem die Goten in Italien gegen oströmische Truppen zu kämpfen hatten (siehe Gotenkriege). Die Stellung der Gepiden an der mittleren Donau schien wieder gestärkt zu sein, doch wurden gegen Mitte des 6. Jahrhunderts die Langobarden zu Gegenspielern der Gepiden, wobei Ostrom die Langobarden als Gegengewicht zu den Gepiden aufzubauen versuchte.
Bei dem Streit um die Nachfolge des langobardischen Königs Wacho und der Ermordung seines Sohnes Walthari stellte der Enkel Tatos, Hildigis, Ansprüche auf den Thron, musste aber von dem Usurpator Audoin zu den Gepiden fliehen. Umgekehrt musste auch der gepidische Thronprätendent Ostrogota vor dem gepidischen Usurpator Turisind in das Reich der Langobarden fliehen. Diese beiden Störenfriede des damals herrschenden Machtgefüges wurden von ihren Gaststämmen kurzerhand umgebracht. Damit hätte also wieder Friede herrschen können, aber beide verfeindeten Könige rüsteten auf. Im Jahr 547 brach zwischen Gepiden und Langobarden ein erster Krieg aus. Dieser wurde aber vertraglich beendet. Bereits 549 kam es zu der nächsten Auseinandersetzung, die aber höchst merkwürdig durch einen Streik der Krieger endete, die Kämpfer verweigerten ihren Königen den Gehorsam und flohen in Panik vom Schlachtfeld; vermutet wird, dass eine totale Mondfinsternis vom 25. auf den 26. Juni 549 der Grund war, es könnte aber auch sein, dass die Krieger den beiden Usurpatoren die Gefolgschaft verweigerten.
Der oströmische Kaiser Justinian I. war offenbar vor allem daran interessiert, die Gepiden als störenden Machtfaktor in diesem Raum auszuschalten, wobei er teils vorgab, die Gepiden zu unterstützen, aber heimlich den Langobarden half. Drei Jahre später (552) erlitten die Gepiden in einer entscheidenden Schlacht eine schwere Niederlage, der Sohn ihres Königs Turisind fiel. Daraufhin kam ein Friedensvertrag zustande, doch blieben die Spannungen bestehen. Im Jahr 567 wurden die Gepiden unter ihrem König Kunimund von den Langobarden unter Alboin vernichtend geschlagen und dieser getötet. Vorher hatte Alboin ein Bündnis mit den Awaren, dem neuen Machtfaktor in diesem Raum, vereinbart, wodurch die Gepiden von zwei Seiten bedroht wurden. Um einen Zweifrontenkrieg zu vermeiden, hatten die Gepiden die Langobarden angegriffen, wobei sie unterlagen. Angeblich wurde der Gepidenkönig eigenhändig von Alboin erschlagen. Bereits diese Niederlage brachte das Gepidenreich zum Einsturz, weshalb die Awaren gar nicht in die Kämpfe eingreifen mussten. Der Untergang des Gepidenreichs hing auch mit dem Tod Justinians und der veränderten oströmischen Außenpolitik unter dessen Nachfolger Justin II. zusammen. Bereits im Jahr 565 lehnte dieser ein Hilfsgesuch der Gepiden ab. Die Langobarden wiederum überließen nach ihrem Sieg den Awaren das Gepidenreich sowie auch ihr eigenes Stammesgebiet in Westpannonien und zogen 568 nach Italien ab.
Der Hauptteil der überlebenden Gepiden (und Kunimunds Tochter Rosamunde) zog mit den Langobarden nach Italien ab, andere verblieben unter awarischer Herrschaft zurück oder traten auf oströmisches Reichsgebiet über. Denkbar ist, dass Alboin mit der vereinbarten Besetzung der Gepidia durch die Awaren erreichen wollte, dass sich ein Großteil der Gepiden ihm anschloss. Möglicherweise plante er bereits zur Zeit des Gepidenkrieges den Marsch nach Italien, wobei es von Vorteil war, möglichst viele Kriegerverbände des Karpatenbeckens in seinen langobardischen Verbund zu integrieren.
Die gepidische Königsstadt Sirmium fiel nach der Niederlage gegen die Langobarden anscheinend kampflos in oströmische Hand. Ihr gepidischer Kommandant Usdibad sowie Kunimunds Neffe Reptila und der arianische Bischof Thrasarich hatten den Königsschatz der Gepiden an Ostrom ausgeliefert und waren ins Exil gegangen. Als die Awaren das Gepidenland in Besitz nahmen, belagerten sie erfolglos die Stadt und forderten die Herausgabe Usdibads. In den Jahren 599 und 601 wurden viele gepidisch besiedelte Landstriche im Rahmen der Balkanfeldzüge des Maurikios, der schon zu Beginn seiner Regierungszeit als erster oströmischer Kaiser den Triumphalnamen Gepidicus angenommen hatte, durch die Feldherren Priskos, Petros und Komentiolos verwüstet. Danach verlieren sich die Spuren der Gepiden.

## Anführer und Könige der Gepiden
- Fastida – Mitte des 3. Jahrhunderts
- Ardarich – Mitte des 5. Jahrhunderts
- Thraustila – 488 im Kampf gegen die Goten gefallen
- Thrasarich – um 500
- Turisind – bis 560
- Kunimund – bis 567

## Archäologie
Aus dem historisch überlieferten Siedlungsgebiet der Gepiden östlich in Siebenbürgen und im Ungarischen Tiefland östlich der Theiß sind Schatzfunde und Gräberfelder bekannt, die mit diesem Volksstamm in Verbindung gebracht werden können. Dazu gehören der Schatzfund von Szilágysomlyó und die reichen Gräber von Apahida, frühmittelalterliche Reihengräberfelder mit zahlreichen Grabbeigaben wie Waffen oder Fibeln fanden sich beispielsweise in Szentes-Nagyhegy und in Hódmezővásárhely-Kishomok.